# EXILE NAOTO
EXILE NAOTO（エグザイル ナオト、1983年8月30日 - ）は、日本のダンサー、俳優。EXILE、三代目 J SOUL BROTHERS from EXILE TRIBEのメンバー。D.LEAGUEのチームLDH SCREAMのディレクター。
埼玉県所沢市出身。LDH JAPAN所属。血液型はB型。

## 略歴
所沢市立上山口中学校、埼玉県立所沢高等学校を卒業。高校1年の時にダンス部に入部しダンスを始める。卒業後の3、4年は青果店でアルバイトをしながらダンスをしていた。
2003年2月、ダンスチームJAZZ DRUGを結成。
20歳の時にアメリカ・ロサンゼルス、ニューヨークへ渡りレッスンを受けるなどダンス修業を積んで帰国。その後、浜崎あゆみ、BENNIE K、後藤真希などのバックダンサーとして活動した。
2006年2月、ダンスチームSCREAMを結成。同年、「VOCAL BATTLE AUDITION」に参加中の先輩ダンサーWARNERにLDHを紹介され、ビデオを送りLDHの会に参加するようになった。
2007年11月10日にJ Soul Brothers（二代目）に加入し、2009年3月1日にJ Soul Brothersのメンバー全員がEXILEに加入。2010年11月10日からEXILEと並行して三代目 J Soul Brothersのリーダー兼パフォーマーとしても活動。
2023年10月のLDH新体制においてLDH JAPANのCreative Officerに就任。
2025年2月、D.LEAGUEのチームLDH SCREAMのディレクターに就任。

### アパレル
2015年11月1日、ファッションブランド「SEVEN」を立ち上げる。ブランド名の由来は、自身のキーナンバーから。2016年9月のセカンドコレクションよりブランド名が「STUDIO SEVEN」となる。
2017年のLDH新体制においてグループ会社LDH apparelの取締役に就任。

### ラッパー
2016年4月15日、ヒップホップユニットHONEST BOYZの結成を発表。ラッパーとしても不定期に活動する。
2020年、"HONEST BOY"名義でソロとしても活動。

## 人物
- 小中学生時代は野球をしていた[19]。
- DA PUMPのU-YEAHはダンスチームSCREAMで活動を共にしていた[20]。

### デビュー後
- 雑誌『月刊EXILE』の連載と、その連載をまとめたフォトエッセイのタイトル「人生ほの字組」は、高校時代に組んでいたお笑いトリオの名前から取った[21]。2020年2月に自身のYouTubeチャンネルを開設し[22]、人生ほの字組のメンバーと活動を共にしている[23]。
- 所属事務所の公式プロフィールでは身長170cmとなっているが[24][25]、2019年にファンクラブ会員向け動画配信サービス『LDH TV』で、整体を受けて身長を170cmまで伸ばそうと試みる企画が配信された[26]。
- 2023年からEXILEの活動に参加しておらず[27][28][29][30]、『EXILE LIVE 2023 in TAIPEI』[31]『EXILE LIVE TOUR 2025 "WHAT IS EXILE"』も不参加だった[32]。理由は不明。
- 趣味のひとつにマイル修行があり、ANAマイレージクラブの最上位ダイヤモンドのステータスを6年連続で維持している（2023年現在）[33]。

### 家族
- 兄が2人いる[34]。
- 父親は会社員だったが、NAOTOの影響で定年退職後に俳優に転身した[35]。本名は片岡断行（かたおか たつゆき）で、芸名は片岡断行（かたおか だんこう）と読み方を変えている[1]。

## 出演

### テレビドラマ
- おかげ様で!（2010年9月18日、CBC） - 主演・加藤竜彦 役[36]
- SPEC〜警視庁公安部公安第五課 未詳事件特別対策係事件簿〜 第8話（2010年12月3日、TBS） - NAOTO 役[37]
- ラスト♡シンデレラ（2013年4月 - 6月、フジテレビ） - 柏木智則 役[38]
- フレネミー 〜どぶねずみの街〜（2013年7月 - 9月、日本テレビ） - 主演・岡嶋渉 役（EXILE SHOKICHIとW主演）
- ディア・シスター 第9話（2014年12月11日、フジテレビ） - 桑名 役[39]
- ナイトヒーロー NAOTO（2016年4月 - 7月、テレビ東京） - 主演・直人 / NAOTO 役[40]
- 汝の名（2022年4月 - 5月、テレビ東京） - 壱岐亮介 役[41]
- もう一度パパと呼ばれる日（2023年6月7日 - 28日、フジテレビ） - 主演・三倉健二 役[42]

### 配信ドラマ
- 減量ボクサー（2009年11月 - 2010年1月、BeeTV） - 主演・北大路ススム 役（橘ケンチとW主演）[43]
- ブスの瞳に恋してる2019〜The Voice〜（2019年9月 - 11月、FOD） - 主演・鈴野理 役[44]
- JAM -the drama-（2021年8月 - 、ABEMA） - 藤本研二 役[45]

### 映画
- サクラサク（2014年） - 大森 役[46]
- マンゴーと赤い車椅子（2015年） - 五十嵐翔太 役[47]
- HiGH&LOW THE MOVIE 2 / END OF SKY（2017年） - ジェシー 役[48]
  - HiGH&LOW THE MOVIE 3 / FINAL MISSION（2017年）
- フード・ラック!食運（2020年） - 主演・佐藤良人 役（土屋太鳳とW主演）[49]
- DANCING MARY ダンシング・マリー（2021年） - 主演・藤本研二 役[45]

### 舞台
- 劇団EXILE 第二回公演「CROWN 眠らない夜の果てに…」（2008年5月）
- 劇団方南ぐみ 企画公演「あたっくNo.1」（2009年1月） - 横川寛範一等兵 役
- その鉄塔に男たちはいるという（2009年10月） - 主演・木暮 役
- リーディングドラマ「もしもキミが。」 （2010年2月） - 主演・優基役
- 劇団EXILE JUNCTION #1「Night Ballet」（2010年3月） - 東 役
- 劇団EXILE 第四回公演「DANCE EARTH 〜願い〜」（2010年5月） - カズ 役
- キバコの会 第四回公演「ギターを待ちながら」〜やったぜ! 本多スペシャル! 〜（2013年2月14日）
- 劇団EXILE「あたっくNo.1」（2013年8月 - 9月） - 柏田勝杜 兵曹長 役
- BOOK ACT「ヒーローよ 安らかに眠れ」（2020年2月）[50]

### 劇場アニメ
- 攻殻機動隊 新劇場版（2015年） - 藤本修 役[51]

### テレビ番組
- バイキング（2014年4月8日- 2016年3月29日、フジテレビ） - 火曜隔週→火曜MC[52][53][54]
- ニンゲン観察バラエティ モニタリング（2016年4月 - 、TBS）[55]
- ダンバトオーディション -DANCE BATTLE×AUDITION-（2025年4月 - 8月、日本テレビ）[56]

### CM
- GREE「聖戦ケルベロス」（2012年）[57]
- 富士通「ARROWS」（2012年）[58]
- サントリー「ザ・モルツ」（2016年）[59]
- ソフトバンク「スポナビライブ」（2016年）[60]
- サントリー「マグナムドライ 本辛口」（2019年）[61]
- ユニバーサル・スタジオ・ジャパン「ユニバーサル・サプライズ・ハロウィーン」（2019年） - 「ゾンビ・デ・ダンス」アンバサダー[62]
- ミクシィ「TIPSTAR」（2021年）[63]

### ミュージックビデオ
- BENNIE K「Better Days」（2003年）
- 浜崎あゆみ
  - 「fairyland」（2005年）
  - 「my name's WOMEN」（2005年）
  - 「Startin'」（2006年）
  - 「BLUE BIRD」（2006年）
  - 「Beautiful Fighters」（2006年）
- 後藤真希
  - 「ガラスのパンプス」（2006年）
  - 「SOME BOYS! TOUCH」（2006年）
- AI「I Wanna Know」（2006年）
- JYONGRI「Getting Funky!」（2007年）
- ファレル・ウィリアムス「Happy」日本版（2014年）[64]
- EXILE THE SECOND「YEAH!! YEAH!! YEAH!!」（2016年）[65]
- コブクロ「心」（2017年）[66]
- RED DIAMOND DOGS 「RED SOUL BLUE DRAGON」（2018年）[67]

### その他
- ユニバーサル・スタジオ・ジャパン「ハロウィーン・イベント 2020」アンバサダー（2020年）[68]
- 「ライオンズフェスティバルズ2022」アンバサダー（2022年）[69]
- PREMIUM WATER FUTURE アンバサダー（2022年）[70]
- 所沢市観光大使（2024年 - ）[71]

## ライブ

### 単独
- NAOTO PRESENTS HONEST HOUSE 2024（2024年4月 - 8月）[72]

### 参加
- 後藤真希 SECRET LIVE at STUDIO COAST（2006年）
- 後藤真希 LIVE TOUR 2006〜G-Emotion〜（2006年）

## 作品

### 配信シングル
| 発売日          | タイトル        |
| HONEST BOY 名義 | HONEST BOY 名義 |
| --------------- | --------------- |
| 2020年8月7日    | O・Y            |
| 2020年8月7日    | YUM YUM         |
| 2020年10月23日  | TAKE ME HIGH    |

## 書籍

### フォトエッセイ
- 人生ほの字組（2015年7月14日、LDH）ISBN 978-4908200038
  - 人生ほの字組 文庫本（2017年8月4日、幻冬舎文庫）ISBN 9784344426405

### 写真集
- Onestà（2024年3月21日、幻冬舎）[73]

### 雑誌連載
- Numéro TOKYO「NAOTO、スタイリストへの道」不定期連載 全5回（2014年10月号 - 2017年10月号、扶桑社）

## プロデュース
- V6「Orange」振り付け（2005年）[74]
- アパレルブランド「STUDIO SEVEN」（2015年 - ）
- EXILE「Melody」Lyric Video（2018年）[75]
- 『Yagien Ballpark』ロゴデザイン、スタッフ制服デザインプロデュース （2022年）[76]